# Джаявиджая
Джаявиджая (индон. Jayawijaya) — округ в индонезийской провинции Папуа-Пегунунган. Округ населён племенами дани. Крупнейший город и столица Джаявиджайи — Вамена. Большую часть территории округа занимает густонаселённая долина Балием. Интересно, что эта долина была открыта и исследована европейцами лишь в 1940-е годы.